# 维尔玛·邓恩
维尔玛·邓恩（英語：Velma Dunn，1918年10月9日—2007年5月8日），生于加州蒙罗维亚，美国女子跳水运动员。她曾代表美国参加1936年夏季奥林匹克运动会跳水比赛，获得女子跳台银牌。